# Carin Wester
Carin Ulrika Wester, född 1974 i Uppsala, är en svensk modeskapare. Hennes märke heter Carin Wester. 
Wester var tidigare knuten till H&M men startade 2003 eget. Året därpå, 2004, tilldelades hon utmärkelsen "Årets nykomling" av tidskriften Elle. Wester tilldelades Guldknappen 2009